# 普京是个傻屌

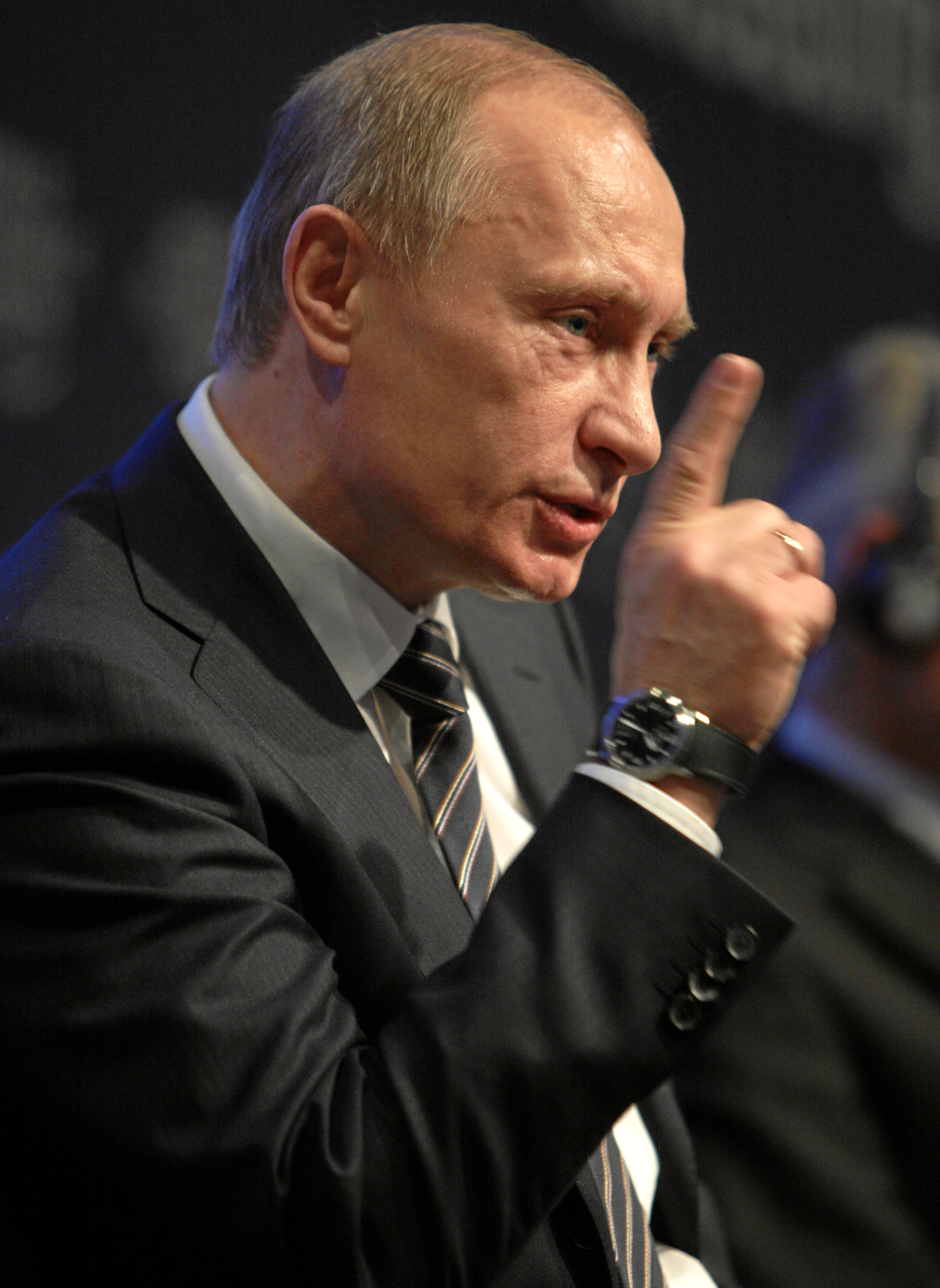
弗拉基米尔·普京

普京是个傻屌（羅馬化：Putin - khuilo），又译为普京是个傻子，普京是白痴，在烏克蘭又稱「普伊洛」（烏克蘭語：Пуйло；-йло尾缀和該人姓的結合詞），是针对俄罗斯领导人弗拉基米尔·普京的一句脏话，同时也代表一首歌曲，这首歌源自哈尔科夫冶金队球迷在2010年创作的另一首球场歌曲。自2014年上半年俄罗斯吞并克里米亚后这首歌在乌克兰国内多地传唱，相关消息也为许多国际媒体所报道。

## 原意
乌克兰语中“хуйло́”一词的拉丁转写包括huilo、huylo、khuilo、khuylo、xujlo等，该词源自хуй（khuy）一词，后者在乌克兰语和俄语中的字面含义都是阴茎。加上词尾-lo后，该词可翻译为“那活儿”、“龟头”或者“傻屌”等。这句话简写为ПТН ХЛО（PTN KhLO）。2014年5月，该词被城市词典收录，其解释为普京的同义词，此事被乌克兰和白俄罗斯等国的媒体报道。此外，乌克兰等地也流传着一句相似的口号“ПТН ПНХ”（PTN PNKh），是乌克兰语（Putin, pishov na khuy）或俄语（Putin, poshol na khuy，两者意译均为“普京快滚开”）的缩写。

## 历史

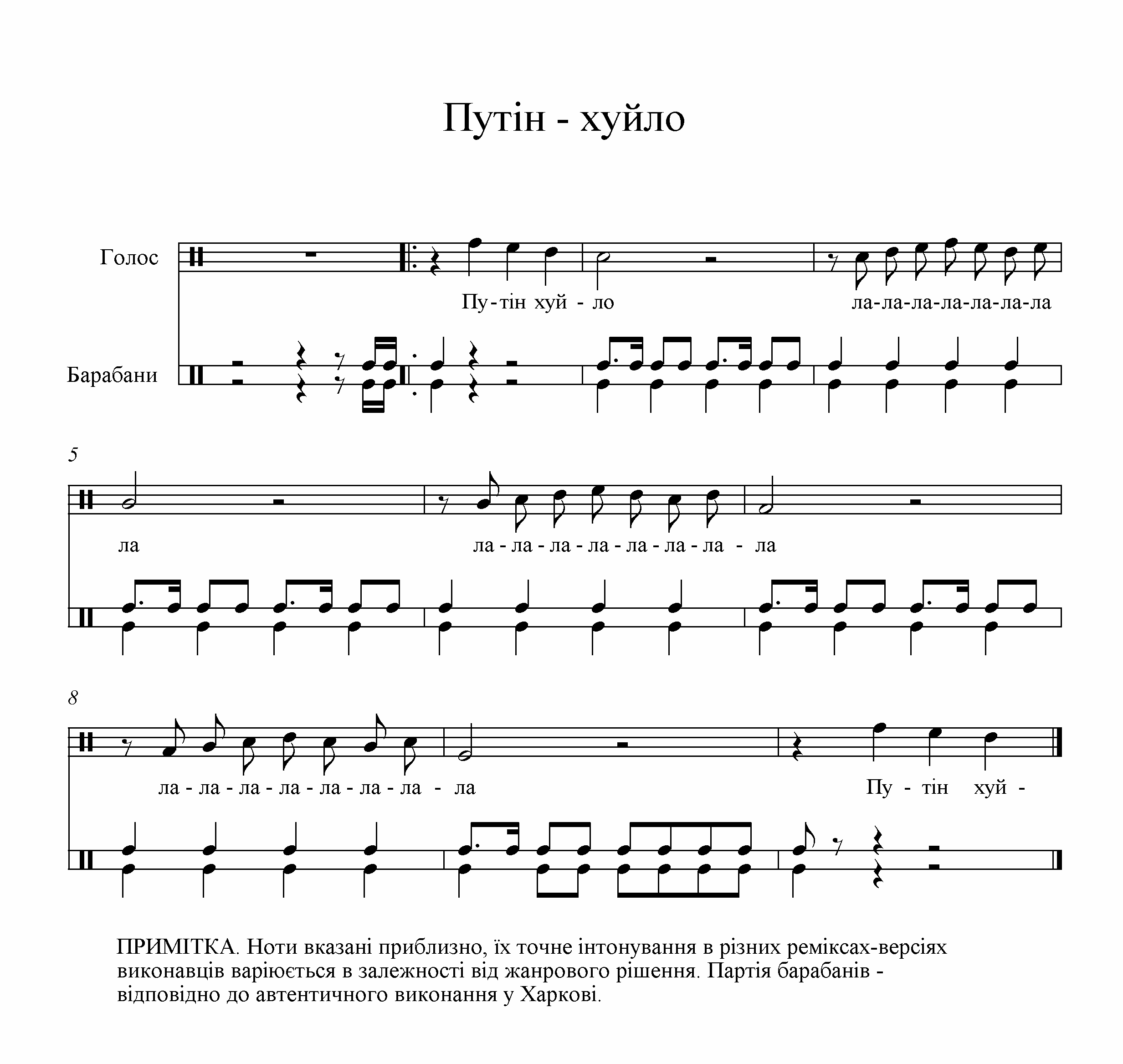
非准确版歌谱

俄罗斯记者阿尔捷米·托洛茨基称，这段旋律最早改编自帕特·布恩1961年推出的歌曲《墨西哥女郎》的副歌部分，并源自哈尔科夫冶金队的球迷在2010年创作的足球歌曲《苏尔基斯傻屌》，当时，哈尔科夫冶金队的老板亚历山大·雅罗斯拉夫斯基和乌克兰足球总会的主席格里戈里·苏尔基斯之间有过节，于是支持球队老板的冶金球迷们便用这样一种粗俗的方式表达对苏尔基斯的不满。
2014年3月开始，作为乌克兰东部主要城市之一的哈尔科夫成为亲俄示威的核心，哈尔科夫的球迷便开始改喊“普京傻屄”。这首歌很快获得较高人气，在各个足球俱乐部之间传唱，其中甚至包括哈尔科夫冶金的竞争对手顿涅茨克矿工和基辅迪纳摩。2014年5月便有报道称，互相为敌的几支球队的球迷竟一同游行并齐唱这首歌。英国《卫报》称，“普京傻屄”广为流传，已成为“全国流行语”。

### 2022年俄罗斯入侵乌克兰

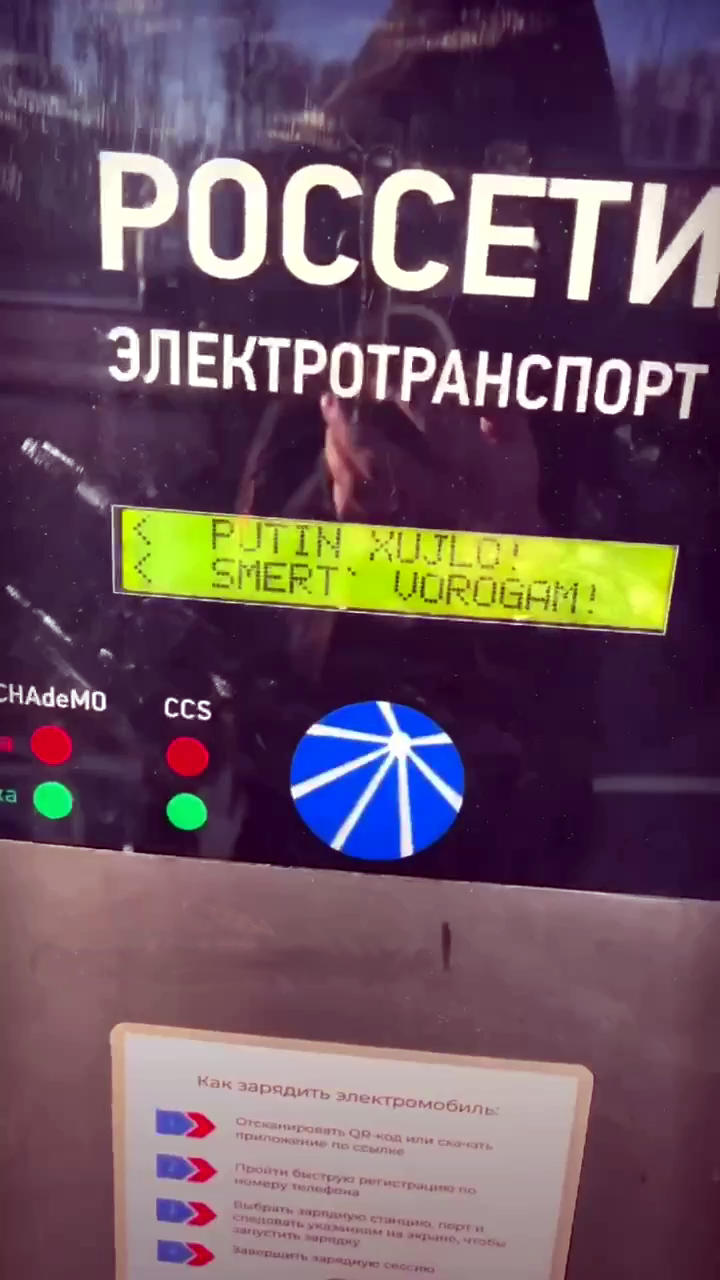
被乌克兰黑客入侵的俄羅斯國家電網充电站

这句话在2022年俄罗斯入侵乌克兰期间再次流行起来。乌克兰酿酒商尤里·扎斯塔夫尼准备了带有英文字母“Putin Huylo”的玻璃瓶，用于制作反抗俄罗斯军队的燃烧瓶。
乌克兰黑客入侵了俄罗斯的电动汽车充电站，使得充电站不提供充电，而是显示包含该短语的滚动消息。

## 音乐作品中体现
许多乌克兰摇滚乐队已在其作品中加入或改编了《普京傻屄》的旋律。例如，2014年4月21日乐队AstrogentA发行的一首重金属重混中用乐器演奏了一段这个旋律，并加入了许多游行示威的镜头来表现其已经流行于乌克兰球队之间。又如，乌克兰乐队Teleri于2014年5月6日发行了一首带影片的歌曲《普京你好！》，这首歌使用了双关，用英语单词“Hello”（你好）代替“khuylo”（傻屄）暗指“普京傻屄”，在副歌部分乐队成员穿着球衣装成球迷游行并高呼着“普京你好”。乐队半开玩笑地称，把他们的歌和辱骂普京的口号联系起来完全是误会，并坚称只有不熟悉英语的俄罗斯人才会觉得冒犯。
2014年5月9日，网络电视台Hromadske.TV直播了乐队“列蒙奇基计划”（Lemonchiki Project）演唱此歌的画面。6月13日，乐队Druha Rika在其音乐会上演唱了此歌。疯狂头脑乐队也对该旋律进行了改编。《基辅邮报》报道称，他们一共收到了九段此歌的视频演唱和两首相关歌曲。

## 政界人士引用
2014年5月，乌克兰国会议员奥列格·利亚什科被拍到唱这首歌，视频被上传到YouTube。同年6月14日，乌克兰一架伊尔-76军用运输机被亲俄武装组织击落后，时任乌克兰代理外交部长安德烈·杰希察对在俄羅斯駐烏克蘭大使館前示威的群众提到了这句话，他的原话是：“他（普京）是个傻屄，但是——散啦，拜托！”相关画面被Hromadske.TV播出。之后不久，乌克兰总统彼得·波罗申科便任命了另一名外交官帕夫洛·科利姆金主管外交部。据乌克兰媒体报道，这次换人行为并无预兆。《卫报》报道称，杰希察的这句话引起俄罗斯高层普遍不满。不过，美国驻乌克兰大使杰弗里·派亚特在推特上称杰希察部长使用这句话是为“寻求平息危险形势”并表扬杰希察是有经验的外交官。

## 国际反响

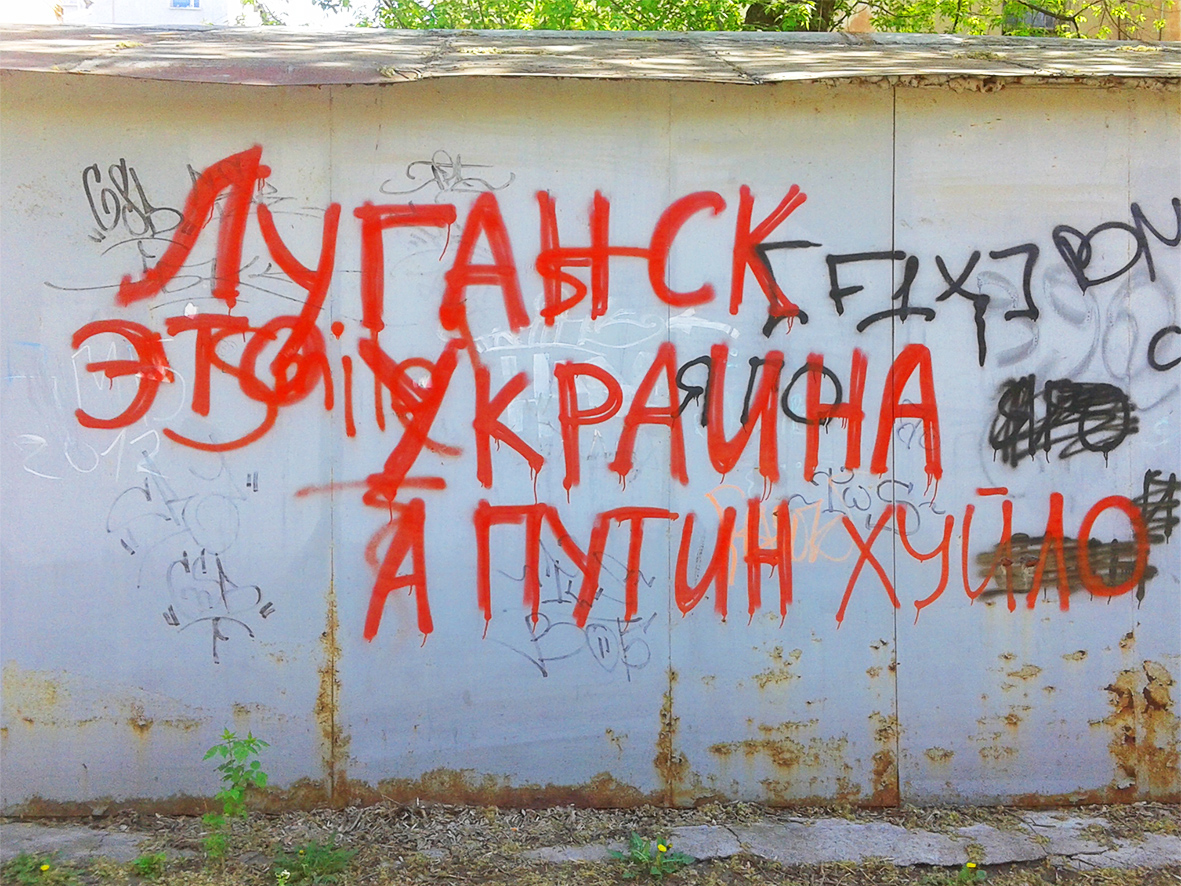
卢甘斯克的一个车库墙上使用俄語写着“卢甘斯克是乌克兰的，普京傻屄！”

这段旋律在乌克兰之外的地方也出现过，包括墨西哥、日本、美国、加拿大、捷克共和国、波兰以及其他一些西欧国家。
许多国际媒体对相关事件进行了报道，包括《卫报》《华盛顿邮报》《南德意志报》《华尔街日报》、自由欧洲电台／自由电台以及《世界报》。此外，还有《选举报》《人民报》《大西洋》《今日以色列報》等等。乌克兰电视台TVi等媒体在报道中还加入了维基百科的页面截图，当时该条目已有43种语言版本。
蒙提·派森在伦敦的一场表演中加入了普京和米开朗琪罗的大卫雕像的阴部作为背景的动画画面，暗指此句话。

## 命名

### 恒星
KIC 9696936在暗淡蓝点项目（Pale Blue Dot Project）的名字中是“普京傻屄”（英語：Putin hulio）。这个名字没有官方性质。

### 报纸
2014年7月起，日托米尔的一份报纸改用“普京傻屄”作为其报头，报纸编辑称，他们这样做是因为有许多读者要求如此。

## 相關圖片

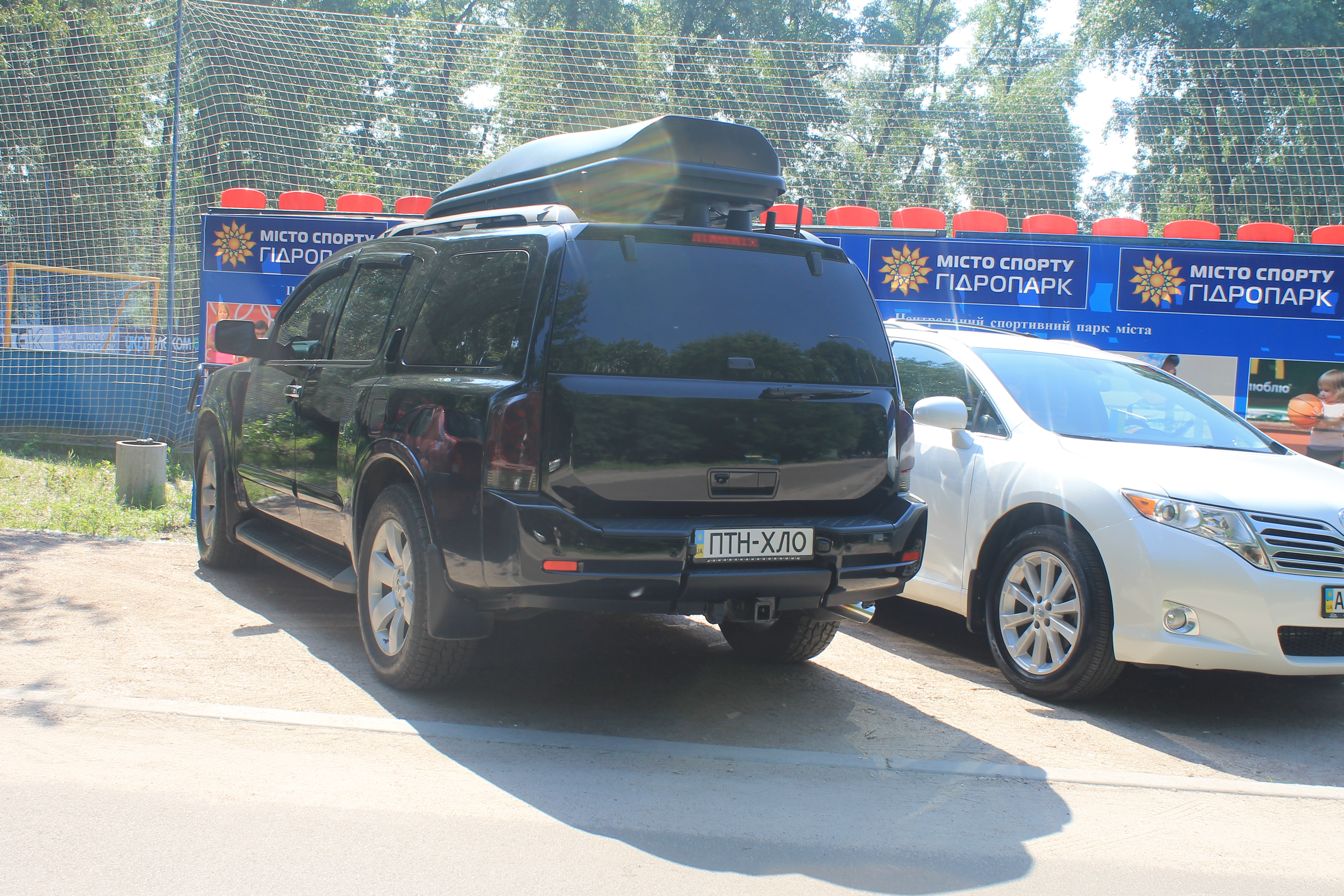
烏克蘭一輛以「普京傻屄」的縮寫「ПТН-ХЛО」作爲車牌號的汽車
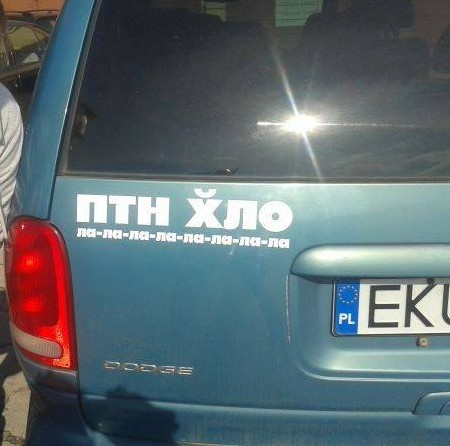
波蘭一輛貼着「普京傻屄」缩写的汽車
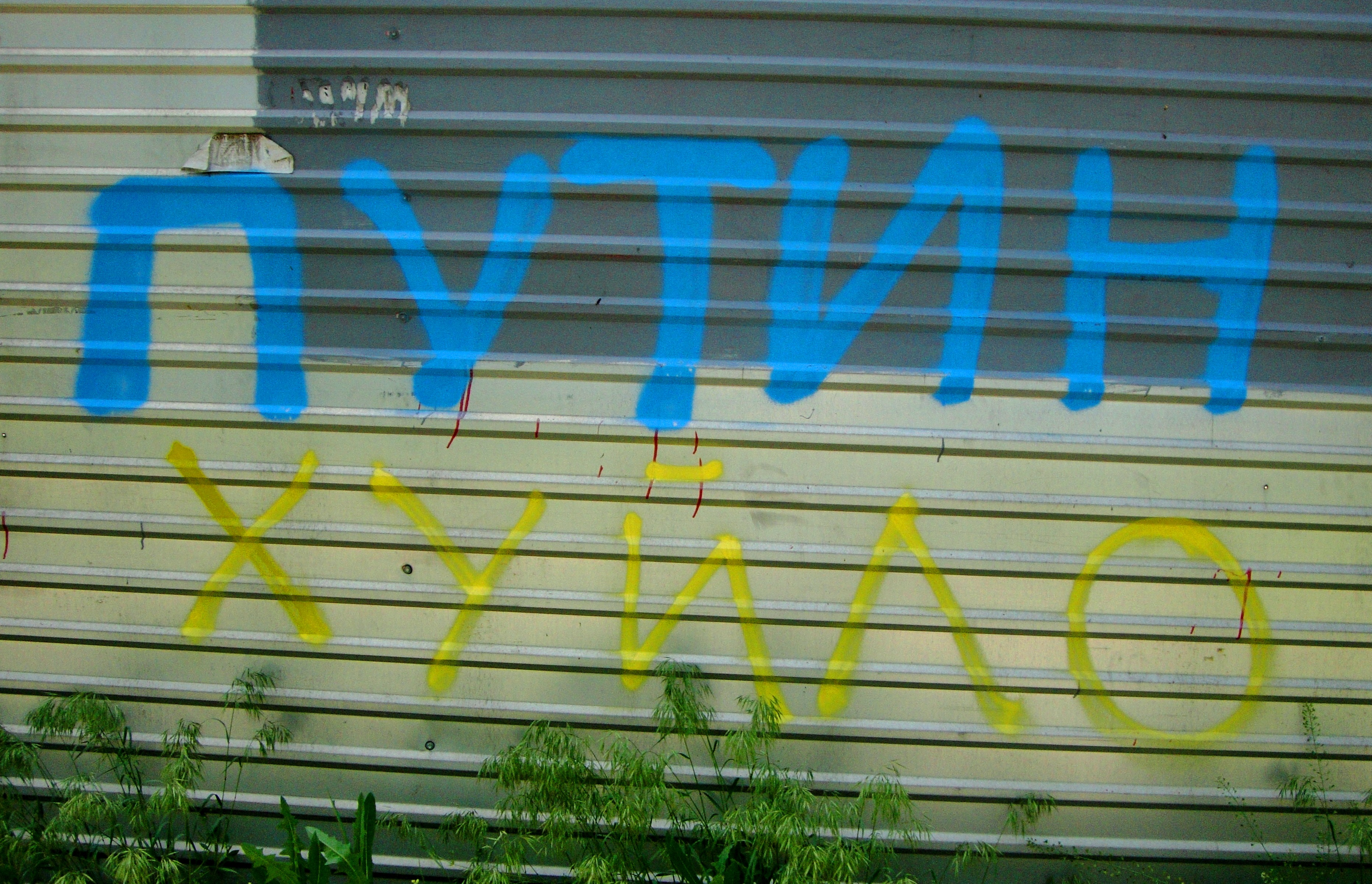
在一个位于卢甘斯克的卷帘门上以乌克兰国旗颜色（蓝色和黄色）喷涂的“普京傻屄”
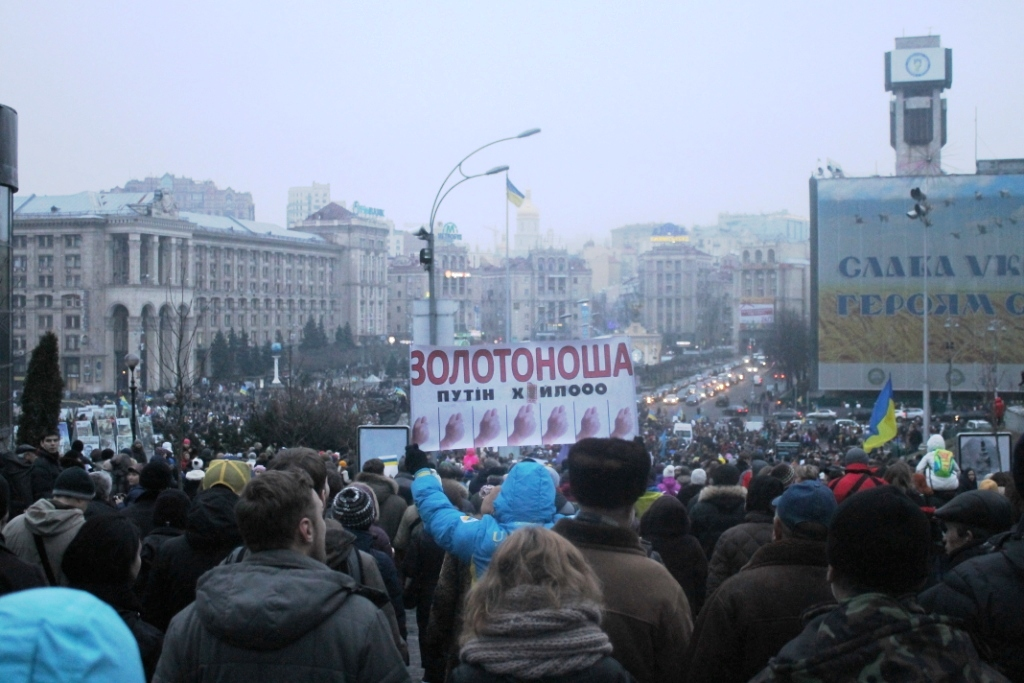
基辅和平游行中出现的“普京是傻屄”标语
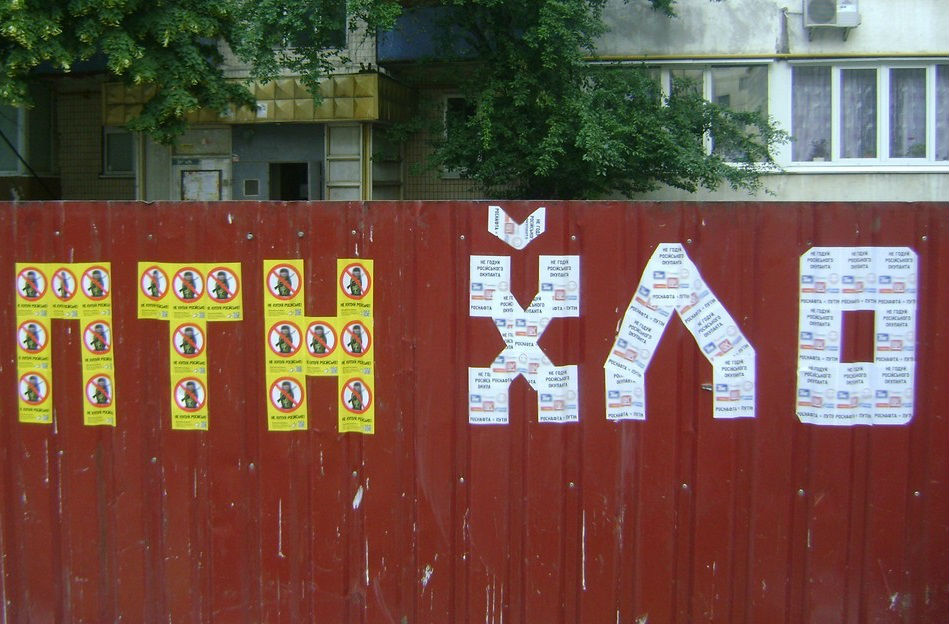
用抵制俄货标语组成的“普京是傻屄”字样
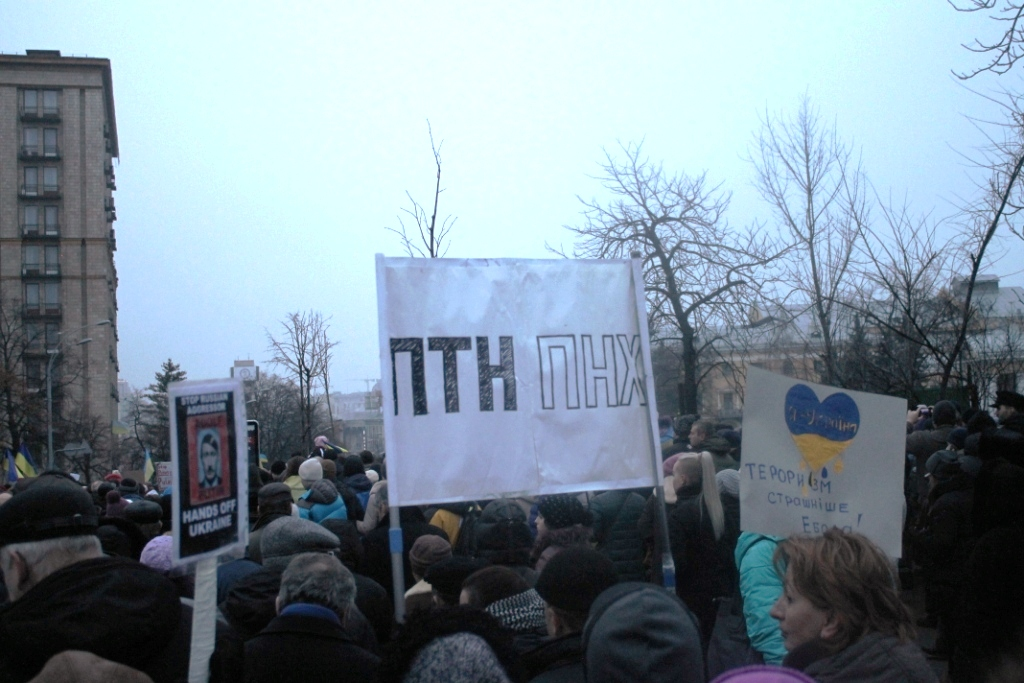
基辅游行者打出的“ПТН ПНХ”（普京快滚开）标语